# マッチレス (駆逐艦・2代)
|          | |
| 艦歴     | |
| 起工     | 1940年9月14日 |
| 進水     | 1941年9月4日 |
| 就役     | 1942年2月12日 |
| 退役     | 1946年4月 |
| その後   | 1959年7月16日トルコ海軍に売却 |
| 性能諸元 | |
| 排水量   | 1,920 トン |
| 全長     | 110.4 m |
| 全幅     | 11.3 m |
| 吃水     | 4.3 m |
| 機関     | アドミラリティ式ボイラー 3缶 パーソンズ式ギヤードタービン 2基 2軸推進、36,000 shp |
| 速力     | 36 ノット |
| 航続距離 | 5,500 海里 (15 kt/h） |
| 乗員     | 190名 |
| レーダー | 285型 砲射撃指揮用 290型 早期警戒用 |
| 兵装     | 120 mm Mark XI 連装砲 3門 102mm QF4 Mark V 対空砲 1基 40mm QF4 Mark VIII 対空砲 1基 20mm エリコン 単装対空砲 2基 533 mm 四連装魚雷発射管 1基 爆雷42発 爆雷投射機 2基 爆雷投下軌条 2軌 |

マッチレス（HMS Matchless, G52）はイギリス海軍のM級駆逐艦。その名を持つ艦としては2隻目。1959年7月16日にトルコ海軍に売却され、クルチ・アリ・パシャ（TCG Kılıç Ali Paşa）に改名された。

## 採用
バークシャーのメイデンヘッド自治区評議会は、1942年3月にウォーシップ・ウィークを開催し550,296ポンドを調達、HMSマッチレスを正式に採用した。船のバッジは1942年9月に自治区に提示された。
ロンドン南東部のマッチレスモーターサイクルは、1943年に非公式にこの船を採用した。1943年12月の北岬沖海戦の後、マッチレスの戦闘旗とその他の記念品が会社に贈られた。

## 艦歴

### スカパ・フロー
マッチレスは就役後、クライド湾で試運転を行い、スカパ・フローの本国艦隊に配属、砲撃と魚雷攻撃の乗員訓練を実施した。最初の任務はムルマンスクとコラ半島への北極圏における護送船団護衛であった。その後、1942年5月13日、前回の護送船団にて損傷を受け帰投のため応急修理を受けた軽巡洋艦トリニダードを護衛した。しかし、爆撃機Ju 88が船団を攻撃し、1発の爆弾がトリニダードに命中、消火困難な火災が発生した。5月15日、マッチレスは200人以上の生存者を救助した後、トリニダードを魚雷によって沈没させた。

### マルタ
1942年6月、マッチレスはマルタ島への補給を行うための護送船団ハープーン作戦に参加した。船団は6月12日にジブラルタルを出航したが、マッチレスは6月15日にマルタ沖の機雷によって損傷を受け、修理のためにマルタに留まることを余儀なくされた。マッチレスは8月にイタリアの軍艦に偽装してマルタを出航し、ペデスタル作戦に間に合うようにジブラルタルに到着した。

### 護送船団
ペデスタル作戦の後、マッチレスはユー湖からコラ半島への2つの護送船団（1942年12月のJW51Aと12月と1月のJW51B）を護衛した。1943年5月と6月、ウィンストン・チャーチルを乗せたクイーン・メリー号がアメリカへ向けて北大西洋を航行している間、マッチレスが護衛に就いた。その後、マッチレスはさらに北極圏の護送船団（1943年11月のJW54B、1943年12月のJW55A）を護衛した。

### シャルンホルストの沈没
ドイツの戦艦シャルンホルストが護送船団を攻撃するためにノルウェーのフィヨルド基地を出航しようとしているのではないかと考えられていた。そのため、1943年12月24～25日、マッチレスと他の3隻の駆逐艦がロシアに向かう護送船団JWに加わるように命じられた。更に、重巡洋艦ノーフォーク及び軽巡洋艦ベルファスト、シェフィールドから編成される第10巡洋艦隊が、ロバート・バーネット中将の下でシャルンホルストに対して行動した。バーネット中将は護送船団を攻撃するためにシャルンホルストが北に向かっている可能性があると信じ、12月26日にシャルンホルストと交戦、巡洋艦隊は数発の命中弾を与えた。
損傷を負ったシャルンホルストはアルタフィヨルドへ退避するため南に向かった。しかし、ブルース・フレーザー提督が指揮するデューク・オブ・ヨークを旗艦とする艦隊がシャルンホルストを迎撃し、シャルンホルストは甚大な損害を負った。最後はマッチレスを含む護送船団JW55Aからの駆逐艦の分隊が接近し、雷撃によりシャルンホルストを沈めた。シャルンホルストの乗員は36名の生存者が救助され、その内の6名をマッチレスが収容した。

### 本国艦隊へ再編成
戦闘後、マッチレスはスカパ・フローに戻り、本国艦隊での任務を再開した。1944年8月までさらに北極圏の船団を含む護衛任務を遂行した。その後、キングストン・アポン・ハルで退役したが、修理と換装の後、同じ月の後半に再就役した。マッチレスは1945年まで地中海でさらなる任務に就いたが、1946年4月に退役した。

### 退役後
マッチレスはハンプシャーで退役し、少なくとも1957年まで予備役として保持された。1957年8月16日にアンカラで締結された協定の一環として、同じクラスの他の3隻と共にトルコ海軍に売却され、TCGクルチ・アリ・パシャ（D-350）として就役した。
クルチ・アリ・パシャは1971年にトルコ海軍船籍から除外、廃棄された。

## 遺品
戦後、HMSマッチレス協会が結成され、マッチレスに乗船していた要員を団結させた。しかし、1942年にメイデンヘッド自治区評議会に提示された船のバッジはその後失われた。しばらくの間、北岬沖海戦の船の戦闘旗は、プラムステッドにあるアソシエイテッドモーターサイクルズの取締役室に掲げられていた。1966年、AMCの業績が悪化した際に、船旗、写真及びマッチレスの指揮官であるJ・Mowlam少佐からの手紙と共に紛失した。